# Hypolimnas marianensis
Hypolimnas marianensis är en fjärilsart som beskrevs av Hans Fruhstorfer 1912. Hypolimnas marianensis ingår i släktet Hypolimnas och familjen praktfjärilar. Inga underarter finns listade i Catalogue of Life.